# Topkapı-Ulubatlı (métro d'Istanbul)
Pour les articles homonymes, voir Topkapi.
Topkapı-Ulubatlı est une station de la ligne M1 du métro d'Istanbul, en Turquie. Située sous le boulevard Adnan Menderes Vatan (Adnan Menderes Vatan bulvarı, en turc), elle est inaugurée le 3 septembre 1989 avec l'ouverture de la ligne.

## Histoire
La station de passage Topkapı-Ulubatlı est mise en service le 3 septembre 1989, lors de l'ouverture à l'exploitation de la première section, d'Aksaray à  Kocatepe, de la ligne M1 du métro d'Istanbul.